# Peggy Michel

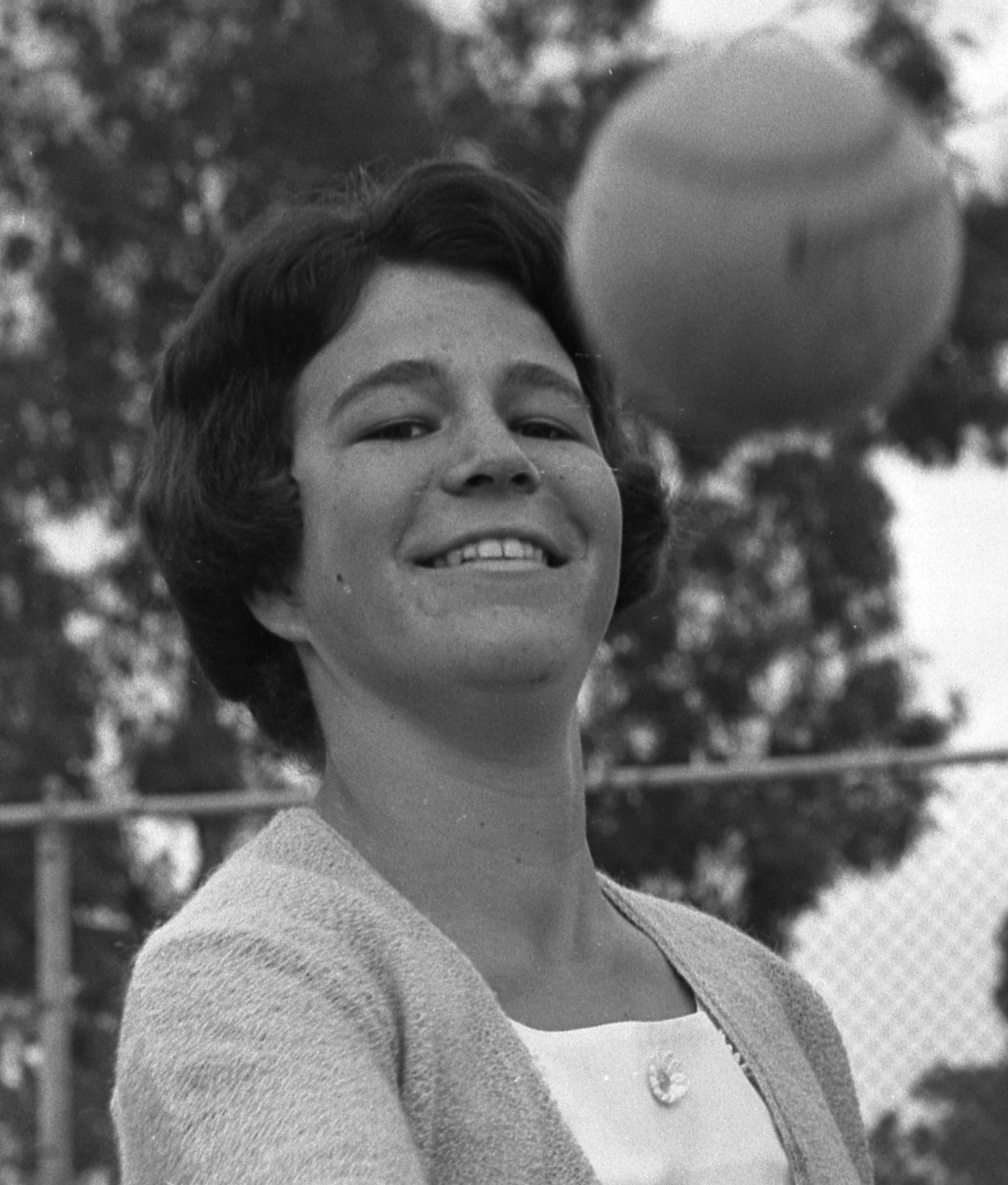
Peggy Michel (1965)

Margaret „Peggy“ Michel (* 2. Februar 1949 in Santa Monica, Kalifornien) ist eine ehemalige US-amerikanische Tennisspielerin.

## Karriere
Peggy Michel gewann in ihrer Karriere, die von 1960 bis 1977 andauerte, drei Grand-Slam-Konkurrenzen im Damendoppel. Sie holte sämtliche Titel gemeinsam mit der ehemaligen australischen Weltranglisten-Ersten Evonne Goolagong. Bei den Australian Open 1974 besiegte die Doppelpaarung Kerry Harris und Kerry Melville im Finale in zwei Sätzen mit 7:5, 6:3. Den Turniererfolg konnten sie im Folgejahr gegen Margaret Court und Olga Morosowa wiederholen. Den dritten Triumph feierten Michel und Goolagong 1974 bei den Wimbledon Championships. Sie bezwangen Helen Gourlay und Karen Krantzcke mit 2:6, 6:4, 6:3.
Seit ihrem Karriereende sammelt sie Sponsorengelder für ein Tennisturnier, dem heutigen WTA Indian Wells und Indian Wells Masters.

## Turniersiege

### Doppel
| Nr. | Datum     | Turnier         | Kategorie  | Belag | Partnerin        | Finalgegnerinnen              | Ergebnis      |
| --- | --------- | --------------- | ---------- | ----- | ---------------- | ----------------------------- | ------------- |
| 1.  | 1974      | Australian Open | Grand Slam | Rasen | Evonne Goolagong | Kerry Harris Kerry Melville   | 7:5, 6:3      |
| 2.  | Juli 1974 | Wimbledon       | Grand Slam | Rasen | Evonne Goolagong | Helen Gourlay Karen Krantzcke | 2:6, 6:4, 6:3 |
| 3.  | 1975      | Australian Open | Grand Slam | Rasen | Evonne Goolagong | Margaret Court Olga Morosowa  | 7:6, 7:6      |

## Persönliches
An der Arizona State University erhielt sie 1972 einen Bachelor in Pädagogik.